# Red Orchestra 2: Heroes of Stalingrad
Red Orchestra 2: Heroes of Stalingrad (с англ. — «Красная Капелла 2: Герои Сталинграда») — компьютерная игра в жанре тактический шутер с видом от первого лица, разработанная американской компанией Tripwire Interactive и продолжающая идеи Red Orchestra: Ostfront 41-45. Игра издана российской фирмой 1С.

## Геймплей
Игра посвящена Сталинградской битве, одному из наиболее важных событий Второй мировой войны. Хотя проект ориентирован в первую очередь на сетевой режим, в нём представлена одиночная кампания, в которой игроки смогут сражаться на стороне СССР или нацистской Германии.
Впервые в серии игроку предоставлена возможность использовать систему укрытий.
Как и в первой части, в игре реализована баллистика. Но также добавлена возможность регулировать прицел оружия, выставляя нужную дальность (например, ППШ имеет позиции 100 и 200 метров, а винтовки и пулемёты имеют позиции от 50—100 до 1000 метров и более).
В отличие от других реалистичных тактических шутеров, в Red Orchestra 2 бойцы не всегда умирают мгновенно от 1—2 попаданий. Даже получив смертельное ранение, солдат нередко умирает лишь через 5—10 секунд, и в это время возможны некоторые действия. Одиночное попадание пули не всегда смертельно (особенно пистолетной) и обычно вызывает кровотечение (которое игрок обязан устранить, перевязав рану) или не смертельную рану (при попадании из пистолета-пулемёта или пистолета).
Реализована система боевого духа. Если игрок обстреливается врагом (особенно из пулемёта), то боевой дух падает и видимость ухудшается. Пребывание с командиром улучшает боевой дух.
Также в Red Orchestra 2 есть возможность управлять танками. В отличие от других подобных игр, игрок не может просто садиться в танк, подойдя к нему: в меню выбора класса игрок должен выбрать класс «Командир танка» или «Член экипажа танка», чтобы появиться в танке. При выборе командира танка игрок сам управляет всем танком, переключаясь между членами экипажа (механик-водитель, стрелок, командир, стрелок с курсового пулемёта). Танкисты, не управляемые игроком, управляются ИИ (заряжающий управляется только ИИ). Если один из членов экипажа погиб, то игрок может выбрать живого танкиста, чтобы он буквально пересел на место погибшего (тем самым оставив своё место пустым).
В многопользовательском режиме можно поиграть за СССР и нацистскую Германию (в дополнении Rising Storm — также за США и Японскую империю).

## Отзывы и продажи
| Сводный рейтинг       | Сводный рейтинг |
| Агрегатор             | Оценка          |
| --------------------- | --------------- |
| GameRankings          | 74,41 %         |
| Metacritic            | 76/100          |
| Иноязычные издания    |                 |
| Издание               | Оценка          |
| Destructoid           | 8/10            |
| Edge                  | 7/10            |
| GamePro               | [ 10 ]          |
| GameSpot              | 7,5/10          |
| GameSpy               | [ 12 ]          |
| GameTrailers          | 7,6/10          |
| IGN                   | 8/10            |
| PC Gamer (UK)         | 78 %            |
| PC PowerPlay          | 8/10            |
| Русскоязычные издания |                 |
| Издание               | Оценка          |
| Absolute Games        | 70/100          |
| PlayGround.ru         | 7,6/10          |
| StopGame.ru           | Изумительно     |

Игра получила преимущественно положительные отзывы. На сайте-агрегаторе Metacritic средняя оценка игры составляет 76 из 100 на основе 49 обзоров.
Летом 2018 года, благодаря уязвимости в защите Steam Web API, стало известно, что точное количество пользователей сервиса Steam, которые играли в игру хотя бы один раз, составляет 3 501 161 человек.